# エチルマロニルCoAデカルボキシラーゼ
エチルマロニルCoAデカルボキシラーゼ(Ethylmalonyl-CoA decarboxylase、EC 4.1.1.94)は、以下の化学反応を触媒する酵素である。
(S)-エチルマロニルCoA{\displaystyle \rightleftharpoons } ブタノイルCoA + CO2
従って、この酵素の基質は(S)-エチルマロニルCoAのみ、生成物はブタノイルCoAと二酸化炭素の2つである。
この酵素はリアーゼ、特に炭素-炭素結合を切断するカルボキシリアーゼに分類される。系統名は、(S)-エチルマロニルCoA カルボキシリアーゼ (ブタノイルCoA形成)((S)-ethylmalonyl-CoA carboxy-lyase (butanoyl-CoA-forming)である。
脊椎動物の酵素は、エチルマロニルCoAを脱炭酸する。